# Szarkár (közigazgatási egység)
Szarkár (hindiül: सरकार, perzsául: سركار más kiejtés Cirkar) egy történelmi közigazgatási egység, amelyet leginkább a Mogul államok használtak, Indiában. A Szubah vagy tartomány, alegysége volt. A szarkárt tovább osztották mahallákra vagy parganákra.
A szarkár rendszert a 18. század elején a csakla rendszer váltotta fel.

## Fordítás
Ez a szócikk részben vagy egészben  a   Sarkar (country subdivision) című angol Wikipédia-szócikk fordításán alapul.  Az eredeti cikk szerkesztőit annak laptörténete sorolja fel. Ez a jelzés csupán a megfogalmazás eredetét és a szerzői jogokat jelzi, nem szolgál a cikkben szereplő információk forrásmegjelöléseként.